# Megaselia barbata
Megaselia barbata är en tvåvingeart som beskrevs av Charles Thomas Brues 1936. Megaselia barbata ingår i släktet Megaselia och familjen puckelflugor.
Artens utbredningsområde är Filippinerna. Inga underarter finns listade i Catalogue of Life.